# Thomas Frankenfeld
Thomas Frankenfeld (* 24. August 1951 in Köln) ist ein deutscher Journalist und Fernsehmoderator. Der Diplompolitologe leitete das Ressort Außenpolitik des Hamburger Abendblatts.

## Leben
Sein leiblicher Vater war der Rundfunkmoderator und Olympia-Reporter Werner Labriga, seine Mutter die Sängerin und Schauspielerin Lonny Kellner-Frankenfeld. Mit fünf Jahren wurde er von dem Entertainer Peter Frankenfeld adoptiert, der Lonny Kellner-Frankenfeld 1956 heiratete.
Thomas Frankenfeld wuchs auf dem elterlichen Anwesen in Wedel/Holstein auf und ging in Wedel, Uetersen und St. Peter-Ording zur Schule. Er wurde bei der Bundeswehr zum Offizier ausgebildet und studierte dabei an der Bundeswehruniversität Hamburg Politikwissenschaft, Öffentliches Recht und Neuere Geschichte.

## Journalistische Tätigkeit
Von 1982 bis Anfang der 2010er Jahre war Thomas Frankenfeld beim Hamburger Abendblatt tätig und dort der Außenpolitikchef und Chefkorrespondent. In Norddeutschland hat sich Frankenfeld zudem einen Namen als Moderator politischer Talkrunden gemacht. Zu seinen Gästen zählten unter anderem der frühere Verteidigungsminister Peter Struck oder der ehemalige US-Botschafter in Deutschland, John Kornblum. Er ist auch in allen drei Filmdokumentationen über seinen Vater Peter Frankenfeld aufgetreten.

## Publikationen

### Der bleierne Sarg, 2020
Frankenfelds Romanerstling handelt von einer „Chimäre“, einem Virus aus dem Dreißigjährigen Krieg. Terroristen benutzen ihn zur Erpressung des Staates. Ein Archäologe und eine Kommissarin versuchen den Fall zu lösen, während immer mehr Menschen von der Pandemie betroffen sind.

## Mitgliedschaften und Funktionen
- Frankenfeld ist Reserveoffizier der Jägertruppe und ist heute als Oberst d. R. Gastdozent an Militärakademien.[9]
- Er ist Träger des schwarzen Gürtels im Shōtōkan- und Kontaktkarate.

## Privates
Seit 2001 ist Frankenfeld mit der Journalistin Bettina Mittelacher verheiratet, Ururenkelin des Dichters Theodor Storm. Das Paar hat einen Sohn.
Frankenfeld lebt auf dem elterlichen Anwesen in Wedel/Holstein sowie in Dale, einer Siedlung bei Munkedal in Südschweden am Färlefjord.